# Vitzthumegistidae
Famille
Les Vitzthumegistidae sont une famille d'acariens mesostigmates.

## Liste des genres
- Vitzthumegistus Kethley, 1977

## Publication originale
- Kim, C.-M. 2015 : Vitzthumegistidae, fam. nov.: trigynaspid mites on terrestrial hermit crabs (Anactinotrichida: Mesostigmata: Trigynaspida). Acarologia, vol. 55, n. 2, p. 201-208.